# Palace of Placentia

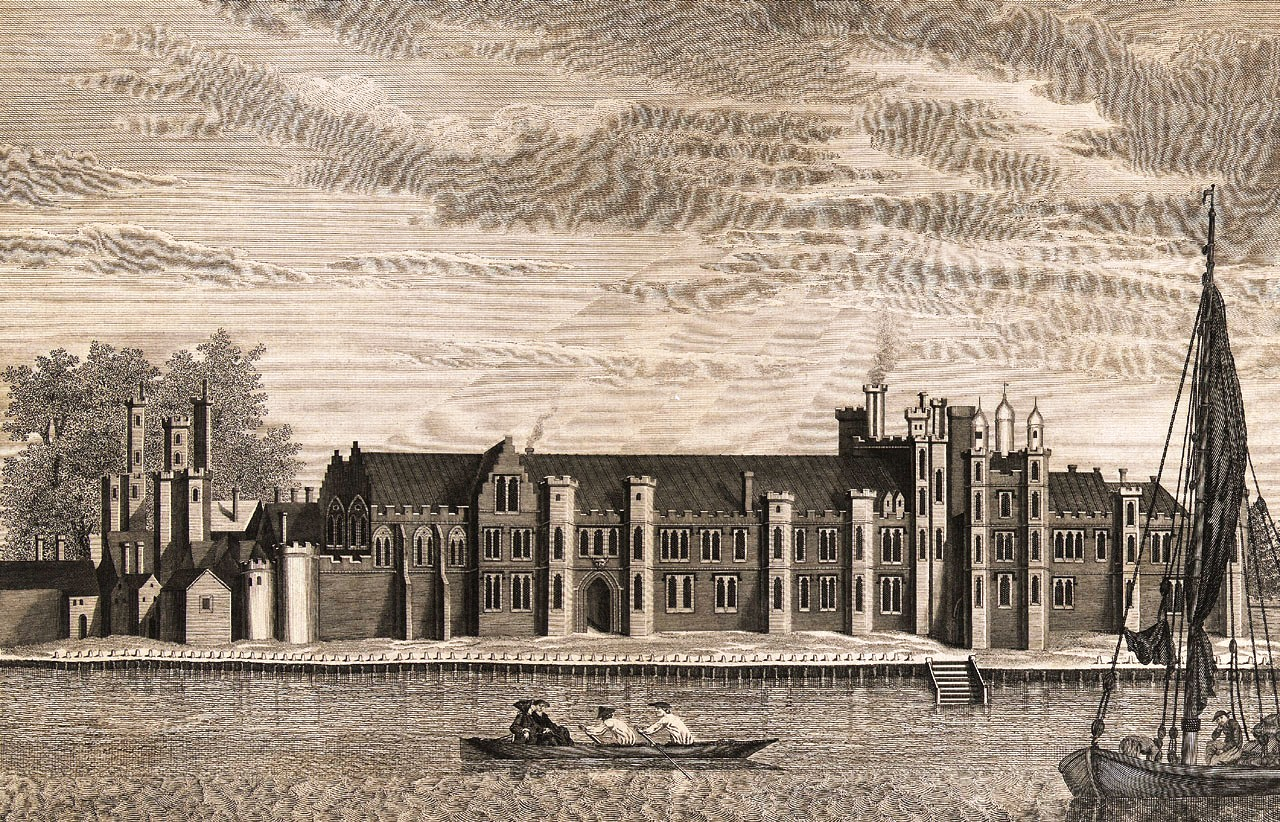
Zeichnung aus dem 18. Jahrhundert.

Der Palace of Placentia war ein englischer Königspalast.

## Geschichte
Humphrey, Duke of Gloucester, ließ von 1426 bis 1437 am Südufer der Themse bei Greenwich ein Schloss bauen, das Bella Court genannt wurde. Nachdem Humphrey 1447 wegen Hochverrats angeklagt wurde und unter ungeklärten Umständen gestorben war, fiel der Palast an Königin Margarete von Anjou. Sie benannte den Palast in Palace of Placentia um, zeitweise wurde der Palast auch als Palace of Pleasaunce beschrieben.

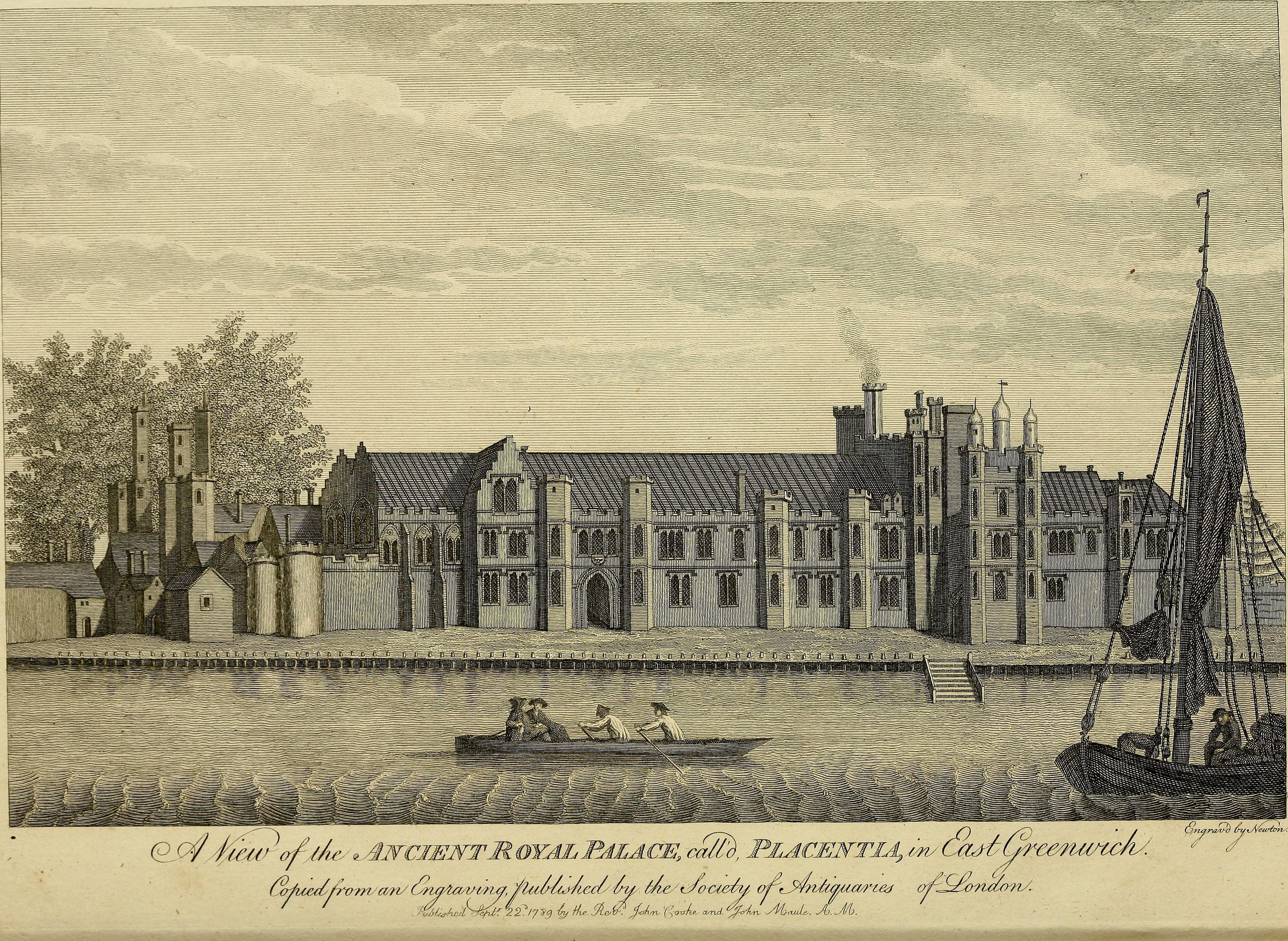
Der Palast in der Gestalt des Umbaus unter Heinrich VII.

Der Palast wurde für die nächsten zwei Jahrhunderte einer der wichtigsten königlichen Paläste. Unter Heinrich VII. wurde der Palast um 1500 vollkommen umgebaut und wird als roter Ziegelsteinbau beschrieben. Er enthielt eine gewaltige Banketthalle, im Park befand sich ein großer Turnierplatz. 1491 wurde Heinrich VIII. im Palast geboren, in ihm heiratete er auch seine erste Frau Katharina von Aragon sowie seine vierte Frau Anna von Kleve. Der Palast war eine Lieblingsresidenz seiner zweiten Frau Anne Boleyn, die schließlich von dem Palast aus zum Tower gebracht wurde, wo sie hingerichtet wurde. Die Töchter Heinrichs VIII., Maria I. und Elisabeth I., wurden in dem Palast geboren und nutzten den Palast während ihrer Regierungszeiten als Sommerresidenz. Während der Herrschaft Jakobs I. und Karls I. wurde der Palast um das oberhalb gelegene Queen’s House erweitert, das als Lustschloss und Sommersitz für Königin Anna begonnen wurde. Während des englischen Bürgerkrieges verfiel der Palast. Einige Zeit diente er als Kriegsgefangenenlager.
1664 wollte Charles II. anstelle des alten Palasts einen Neubau durch den Architekten John Webb errichten lassen. Der alte Palast wurde dafür abgerissen und beiderseits einer auf das Queen’s House ausgerichteten Achse wurde in den 1660er Jahren der 74 Hektar große Greenwich Park nach Entwürfen von Le Nôtre angelegt. Von dem neuen königlichen Palast wurde jedoch bis 1669 nur der Ostflügel des jetzigen King Charles Blocks gebaut, bevor der Bau durch Geldmangel gestoppt wurde. Erst unter Wilhelm III. wurde ab 1694 anstelle des Palastes nach Plänen von Christopher Wren das Greenwich Hospital für alte und verwundete Seeleute auf dem Gelände errichtet.